# Ambasciata d'Italia a Buenos Aires
«Secondo Ludovico Incisa di Camerana, ex Ambasciatore d’Italia in Argentina, “la trasformazione della Legazione in Ambasciata e la visita del Principe ereditario nel 1924 rivelano una svolta nella politica estera italiana verso l’America latina”. Un appunto della Direzione Generale Affari Politici del Ministero degli Esteri italiano, datato 1924 e indirizzato a Mussolini, conferma l’importanza attribuita dall’Italia all’alternativa sudamericana. Così recitava l’appunto: “L’attività italiana si vede chiudere in questo dopoguerra i mercati esteri come quello nordamericano, dove la politica degli Stati Uniti – restrizionista in materia di immigrazione e protezionista in materia di commercio internazionale – eleva ogni giorno nuove barriere.(...) É naturale che la nostra attenzione si rivolga all’America del Sud, dove abbiamo fiorentissime colonie di connazionali, dove l’industria è allo stato embrionale e pochissimo sviluppata e dove per contro vi è ricchezza di materie prime e di prodotti agricoli di cui abbisogniamo”»
L'Ambasciata d'Italia a Buenos Aires è la missione diplomatica della Repubblica Italiana nella Repubblica Argentina.
La sede dell'ambasciata si trova a Buenos Aires, al n. 2577 di Calle Billinghurst.

## Storia
I rapporti d'intesa fra Argentina e Italia iniziano già nel 1813, quando Vittorio Emanuele II, all'epoca ancora re di Sardegna, sottoscrisse un trattato di Amicizia, Commercio e Navigazione con la Confederazione Argentina, grazie alla forte presenza di origini soprattutto sarde della città di Buenos Aires, il cui nome deriva dalla Madonna di Bonaria, protettrice dei navigatori sardi.

### Rapporti col Regno d'Italia
Con la nascita del Regno d'Italia, fu istituita una semplice legazione in Argentina. La fondazione dell'Ambasciata risale al 1924, quando fu nominato Luigi Aldrovandi Marescotti conte di Viano, come ambasciatore. Durante la persistenza in Argentina, Marescotti si accorse della forte presenza italiana a Buenos Aires e della sua cultura, per certi versi, ereditata dal forte flusso migratorio degli anni precedenti. Nella sua nuova veste, dopo essere stato ministro plenipotenziario, Marescotti, informò il presidente Avelar dell'imminente vistita del principe ereditario Umberto II. Per l'occasione il presidente Avelar, con il patrocinio di Marescotti, ebbe l'idea di trasferire la sede dell'ambasciata in una zona migliore e molto più affine ai gusti di un principe, rispetto a quella di allora. Decise di acquistare la residenza messa in vendita da un suo parente, Federico Bosch Alvear, mai utilizzata. Da quel momento in poi sarebbe stata l'unica e attuale sede.

#### Il Palazzo dell'Ambasciata
La sede dell'ambasciata è la residenza della famiglia Bosch-Alvear, mai utilizzata, che fu venduta da Federico, poiché «rimase deluso dall’ingresso, che avrebbe preferito non obliquo ma frontale rispetto alla prestigiosa Avenida Libertado». Uno dei riferimenti maggiori alla famiglia proprietaria è l'immaginedi Federico, scolpita sul portone d’ingresso, affiancata da quelle delle figlie, una delle quali porta la corona in quanto contessa per matrimonio. L'edificio risale ai primi anni venti, in perfetto stile francese, basato sui canoni dell'Ecole des Beaux-Arts. Tuttavia gran parte dell'arredamento, degli stucchi, delle sculture, dei quadri e delle cornici vennero importate dall'Italia, per rendere l'ambiente più accogliente in vista della visita reale. Sono diversi anche gli elementi di decorazione, direttamente di origine italiana: quattro dipinti ad olio, attribuiti a Francesco Guardi, raffiguranti gli ambienti veneziani della chiesa di San Simone, Piazza San Marco, la basilica di San Giorgio Maggiore e la Basilica di Santa Maria della Salute, un dipinto ad olio di Pandolfo Reschi intitolato “Combattimento di cavalleria”; un olio su tela “Capriccio” probabilmente di Charles-Louis Clérisseau, pittore francese che lavorava in Piemonte. La maggioranza dei mobili e dell'arredamento proviene dalla collezione di casa Savoia, in stile Luigi XV.
Il piano superiore della Residenza, ospita l’appartamento privato dell’ambasciatore e la zona ospiti. L'edificio si compone di grandi saloni e un'immensa sala da pranzo che si estende per buona parte dell'ala destra della residenza.

### Relazioni bilaterali con l'Italia
I rapporti con la Repubblica italiana furono fitti. La prima visita del secondo dopoguerra fu del conte Sforza, inviato da De Gasperi nel 1946, per ribadire la vicinanza del neonato stato italiano al nuovo e forte flusso di immigrati avvenuto in quel periodo. L'Argentina risentì molto dell'influenza europea e Giovanni Gronchi visitò l'ambasciata nel 1961, come rappresentante dell'Europa; ricevuto dal presidente Arturo Frondizi, brindarono alla fratellanza dei due popoli nel salone della Residenza, invitati dall’Ambasciatore Babuscio Rizzo. All'incontro partecipò anche l'imprenditore storico Agostino Rocca.
Gli successero in visita Saragat, Pertini, Scalfaro, Azeglio Ciampi e molti esponenti politici come Romano Prodi. Anche personaggi di rilievo nazionale come Vittorio Gassman, Mina o Susanna Agnelli, furono ospitati all'ambasciata.

#### Attività culturali
Nel 1986 l'Italia avviò l'operazione denominata "Italiana 1986". L'iniziativa favorì un generale sviluppo culturale italiano in Argentina, visitata dai maggiori esponenti della scienza e della cultura come Carlo Rubbia e Norberto Bobbio. Grazie all'operazione, la lingua italiana, fu reinserita come materia nel curriculum scolastico argentino. L’Istituto italiano di Cultura svolge un’intensa attività di promozione, organizzando decine di eventi all’anno. Personaggi del calibro di Achille Bonito Oliva e Mario Mertz, visitano Buenos Aires, raccogliendo uno straordinario successo di pubblico e di critica. Nel 1998, l'Università di Bologna ha istituito una propria sede satellite a Buenos Aires, promuovendo attività culturali e di formazione postuniversitaria in collaborazione con l'istituto di cultura.